# Hongkonés
Hongkonés (chino: 香港人) se refiere a la persona que es de Hong Kong. El término (y su equivalente chino) no tiene una definición legal en Hong Kong. Más bien, se utilizan: residente permanente de Hong Kong (香港永久性居民) y residente de Hong Kong (香港居民).
Además de ser utilizado por los residentes de Hong Kong, el término hongkonés puede ser usado por personas que por una u otra razón no tienen la condición de residencia legal, pero que han pasado un largo período de tiempo en Hong Kong o de otro tipo tienen una fuerte conexión cultural con Hong Kong. Así, el término es ampliamente abierto a interpretación personal. Ninguno de los términos hace referencia al origen étnico de una persona y son independientes de la nacionalidad china o estatus de residencia. El término se refiere básicamente a una persona que es de Hong Kong.
En la actualidad la mayoría de los habitantes de Hong Kong son de origen cantonés, con las minorías, incluidos hindúes, filipinos, indonesios, pakistaníes o vietnamitas. Debido a la política de un país, dos sistemas, Hong Kong tiene un sistema político diferente que al de China, incluyendo un pasaporte diferente, bandera e idioma oficial.

## Terminología
La gran mayoría de los hongkoneses tienen raíces ancestrales de la provincia de Guangdong en China continental. Después de todo, el territorio ha experimentado un gran éxodo de personas en los años previos al traspaso, y sin embargo la migración de la China continental en los últimos años ha dado lugar a los migrantes que prefieren referirse a sí mismos como chinos. Muchos lugareños sin embargo simplemente se refieren ellos mismos como gente de Hong Kong (Hèung Góng Yàhn).

### Definición legal de los residentes de Hong Kong
La Ley Básica de Hong Kong legalmente da una definición precisa de los residentes de Hong Kong. Bajo el artículo 24 de la Ley Básica, los residentes de Hong Kong pueden ser clasificados como residentes no permanentes o residentes permanentes. Los residentes no permanentes son aquellos que tienen el derecho de tener una Tarjeta de Identidad de Hong Kong, pero no tienen derecho de residencia. Por lo contrario, los residentes permanentes son los que tienen el derecho de tener una tarjeta de identidad permanente de Hong Kong y el derecho de residencia en Hong Kong.
El artículo 24 de la Ley Básica establece lo siguiente:

Los residentes de la Región Administrativa Especial de Hong Kong ("residentes de Hong Kong") se incluirán en los residentes permanentes y los no permanentes.

Los residentes permanentes de la Región Administrativa Especial de Hong Kong serán los siguientes:
1. Los ciudadanos chinos nacidos en Hong Kong antes o después del establecimiento de la Región Administrativa Especial de Hong Kong;
2. Los ciudadanos chinos que han residido habitualmente en Hong Kong por un período continuo de por lo menos siete años antes o después del establecimiento de la Región Administrativa Especial de Hong Kong;
3. Las personas de nacionalidad china nacidas fuera de Hong Kong de los residentes incluidos en las categorías (1) y (2);
4. Las personas que no sean de nacionalidad china que han ingresado a Hong Kong con documentos de viaje válidos, han residido habitualmente en Hong Kong durante un período ininterrumpido de por lo menos siete años y han tomado Hong Kong como su lugar de residencia permanente antes o después del establecimiento de la Región Administrativa Especial de Hong Kong;
5. Las personas menores de 21 años de edad nacidas en Hong Kong de los residentes incluidos en la categoría (4) antes o después del establecimiento de la Región Administrativa Especial de Hong Kong, y
6. Las personas, excepto los residentes incluidos en las categorías (1) a (5), que, antes del establecimiento de la Región Administrativa Especial de Hong Kong, tenían el derecho de residencia en Hong Kong solamente.

Los residentes antes mencionados tendrán el derecho de residencia en la Región Administrativa Especial de Hong Kong y serán calificadas para obtener, de acuerdo con las leyes de la Región, los documentos de identidad permanente que establecen su derecho de residencia.

Los residentes no permanentes de la Región Administrativa Especial de Hong Kong serán personas que están calificadas para obtener documentos de identidad de Hong Kong de acuerdo con las leyes de la Región, pero no tienen derecho de residencia.

## Grupos étnicos en Hong Kong

### Chinohan
Los han constituyen la mayoría de habitantes de Hong Kong, la mayoría siendo de Guangdong desde las décadas de 1930 a las de 1980. También están los habitantes indígenas de los Nuevos Territorios.
La mayoría de la nueva adición a la población son personas de la parte continental de China. Desde que Hong Kong era una colonia británica, muchos chinos han emigrado a Hong Kong, y ahora hay una cuota diaria de 150 para aquellos que deseen residir en Hong Kong.
El grupo étnico de los han es el mayor grupo étnico de China, y también del mundo. Alrededor de un 92% de los más de 1.300 millones de habitantes de China pertenecen a esta etnia.
Actualmente es la etnia mayoritaria en la China continental y Taiwán, aunque hay importantes poblaciones en Singapur e Indonesia así como en todo Occidente.
Los chinos han proceden originalmente del norte de China, de la región en torno al Río Amarillo. Desde hace varios milenios han ido expandiendo su base territorial, extendiéndose hacia el sur de China.
Durante el siglo XX también ha aumentado de forma significativa la presencia de chinos han en las regiones más occidentales de China: Tíbet y Xinjiang.
El término han procede del nombre de la dinastía Han. Asimismo, una de las denominaciones más habituales de la lengua china n la República Popular es “lengua de los han”.
Aunque a veces se habla de “etnia china”, han es el término correcto utilizado en la República Popular China para diferenciar a la etnia mayoritaria, que se expresa en los diversos dialectos del chino, de otros grupos étnicos, con lenguas y culturas diferentes, que existen en China, como los tibetanos, los mongoles y los uigures, entre otros.
Los cantoneses representan el grupo más grande en Hong Kong. Junto a los cantoneses, la gente de otros grupos han también residen en Hong Kong. Sin embargo, el cantonés sigue siendo el grupo más numeroso, incluso entre otros grupos chinos de etnia han en Hong Kong. Como tal, la cultura de Hong Kong es altamente influenciada de la cantonesa. Junto con el hecho de que el cantonés es el más utilizado comúnmente como lengua de conversación, tanto cotidiana como formal, así como su uso en los medios de comunicación y en la educación, otros grupos chinos de etnia han en Hong Kong, como el hakka, el Hoklo (Hokkien), el de Shanghái, o Teochew, en particular aquellos que son nacidos o criados en Hong Kong, a menudo se asimilan a la identidad dominante cantonesa de Hong Kong.

### Minorías étnicas
Hong Kong tiene un número de grupos de minorías étnicas y nacionales. La comunidad del Sur de Asia (indios, pakistaníes) y nepalíes es de larga data, y comprende tanto por los descendientes de los migrantes del siglo XIX y principios del siglo XX, así como los más recientes expatriados a corto plazo. Numéricamente, los grupos más numerosos son filipinos e indonesios. Otros grupos incluyen a los estadounidenses, británicos, canadienses, australianos, neozelandeses, japoneses, coreanos, rusos, vietnamitas y tailandeses.
Existe otro grupo minoritario de indígenas que se civilizan y desempeñan los trabajos socialmente peores vistos de los Hongkoneses.

## Ciudadanía
A diferencia de muchos países, Hong Kong no requiere que los inmigrantes tomen examen de ciudadanía para convertirse en ciudadanos. El ius soli permite a los descendientes chinos adquirir el derecho de residencia por nacimiento, sin embargo, las personas con padres de otros orígenes tienen requisitos diferentes. Otros pueden adquirir derechos de residencia en determinadas clasificaciones deseadas.
Sin embargo, se asume que los inmigrantes y los residentes de Hong Kong entienden sus obligaciones como residencia bajo la Ley Básica de Hong Kong, artículo 42 acatando las leyes de Hong Kong.